# 篠塚駅
篠塚駅（しのづかえき）は、群馬県邑楽郡邑楽町大字篠塚にある、東武鉄道小泉線の駅である。駅番号はTI 43。

## 年表
- 1917年（大正6年）3月12日 - 開業[1][2]。
- 1970年（昭和45年） - 貨物取扱い廃止。
- 1980年（昭和55年）8月 - 無人化、簡易委託開始。
- 時期不明 - 簡易委託を解除し、終日無人駅となる。

## 駅構造
単式ホーム1面1線を有する地上駅。駅舎とホームは線路の南側にある。開業当初からの木造駅舎は2006年に解体された。
以前は乗車券が駅前商店で販売されていた。

## 利用状況
2024年度の1日平均乗降人員は215人である。
近年の1日平均乗降人員の推移は下表の通りである｡
| 年度               | 1日平均 乗降人員 | 出典       |
| ------------------ | ---------------- | ---------- |
| 2003年（平成15年） | 217              |            |
| 2004年（平成16年） | 193              |            |
| 2005年（平成17年） | 202              |            |
| 2006年（平成18年） | 184              |            |
| 2007年（平成19年） | 196              |            |
| 2008年（平成20年） | 184              |            |
| 2009年（平成21年） | 173              |            |
| 2010年（平成22年） | 178              |            |
| 2011年（平成23年） | 196              |            |
| 2012年（平成24年） | 200              |            |
| 2013年（平成25年） | 200              |            |
| 2014年（平成26年） | 204              |            |
| 2015年（平成27年） | 208              |            |
| 2016年（平成28年） | 227              |            |
| 2017年（平成29年） | 228              |            |
| 2018年（平成30年） | 216              |            |
| 2019年（令和元年） | 213              | [ 東武 2 ] |
| 2020年（令和02年） | 166              | [ 東武 3 ] |
| 2021年（令和03年） | 199              | [ 東武 4 ] |
| 2022年（令和04年） | 201              | [ 東武 5 ] |
| 2023年（令和05年） | 212              | [ 東武 6 ] |
| 2024年（令和06年） | 215              | [ 東武 1 ] |

## 駅周辺
- 国道354号
- 群馬県道152号赤岩足利線
- 大信寺
- 篠塚伊賀守重広公御廟

## バス路線
駅前に停留所がある。
- 邑楽町公共路線バス 町内循環線
  - 右回り 福祉センター・本中野駅・邑楽町役場方面
  - 左回り おうらバスターミナル方面

## ギャラリー

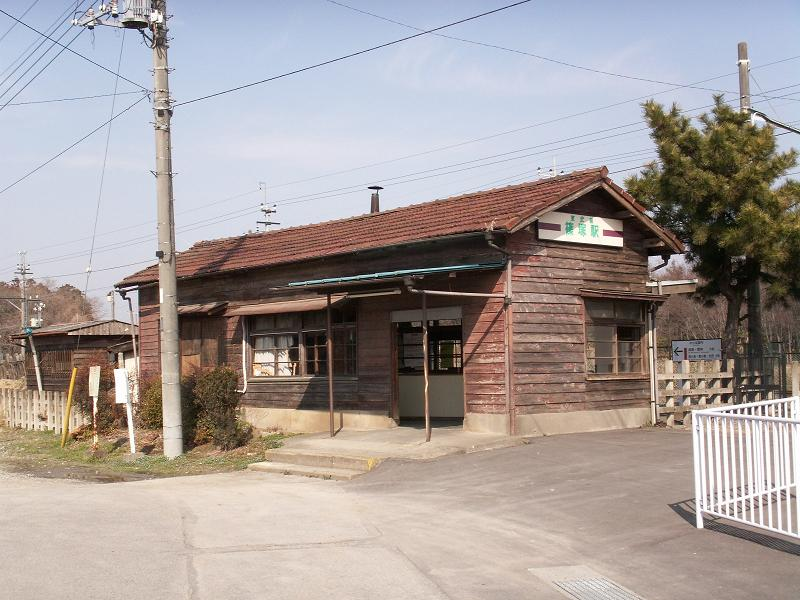
旧駅舎（2006年3月）
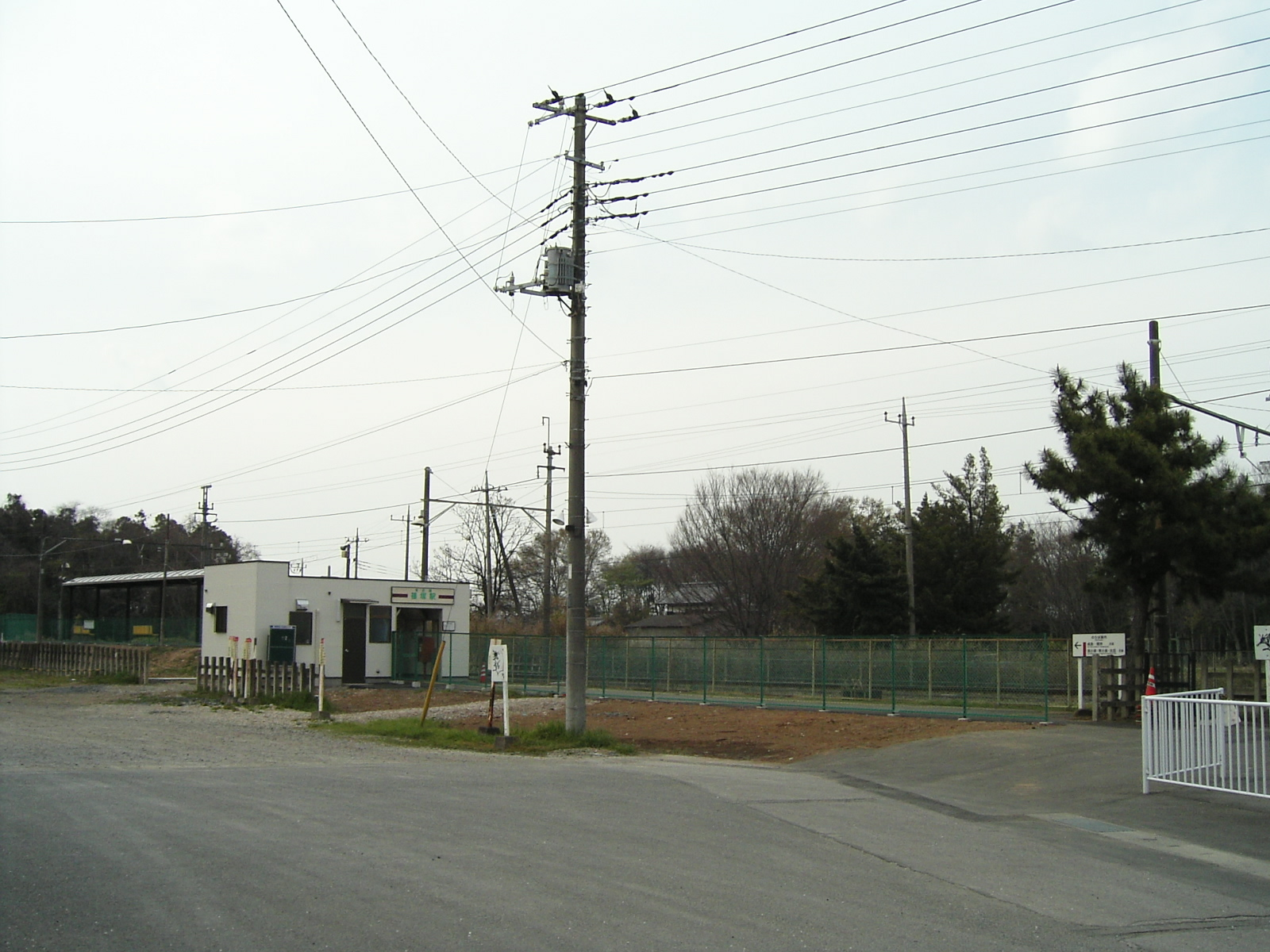
遠景（2007年4月）

## 隣の駅
東武鉄道
 小泉線
本中野駅 (TI 42) - 篠塚駅 (TI 43) - 東小泉駅 (TI 44)